# 子供達をせめないで
『子供達をせめないで』（こどもたちをせめないで）は、新井理恵による日本の漫画。子供への虐待と、虐待された子供達の心の傷を取り上げた少女漫画。ネグレクト、家庭内暴力、イジメ、性的略取による性交渉（同性愛も含む）など、あらゆる未成年への虐待（兄弟間の虐待）と、虐待からの癒しのプロセスが描かれる。

## 掲載雑誌
最初の連載では1巻が出た直後、休載の後に打ち切られた。5年後に出版社及び掲載誌を変えて再開し、さらに後に新たに単行本が刊行され、続く2巻で完結という経緯がある。
- 1996年7月号 - 11月号、きみとぼく、ソニー・マガジンズ
- 2001年1月号 - 2002年6月号、WALLFLOWER、幻冬舎コミックス（最終話描き下ろし）

## あらすじ
裕福な家庭に生まれながらも家族から疎まれ、荒れた生活を送っていた男子高校生・睦月は、クラスメイトの中沢を妊娠させたことが原因で自殺を図る。しかし無垢な女子小学生・菜摘に阻止され、心に孤独を抱えた2人は互いに惹かれ合うようになる。睦月は菜摘が父とうまくコミュニケーションが取れないことを理由に彼女を連れ去り、知り合いの女教師美咲の家に転がり込むが、兄の魔の手が菜摘に迫る。

## 登場人物
藤森睦月
主人公。16歳の高校2年生の美少年。容姿の美しさと人当たりの良さから女性によくもてる。医者の父を持つ裕福な家庭の出身で、母親似の美しい顔を持つが、幼少期から家族に疎んじられる上に精神的虐待と肉体的虐待を受けており、深いトラウマを抱えている。肌の温もりに飢えており、荒れた性生活に唯一の慰めを求めていたのだが、結果的に墓穴を掘ることになる。
島崎菜摘
心優しく大人びた心を持つ小学4年生の少女。母が幼くして死んだため、家事の一切をこなしている。父に愛されない孤独に苦しみ、同じような苦しみに悩む睦月の幼児性を看破し、彼に惹き付けられる。
藤森（兄）
睦月の年の離れた兄。通称「慶ちゃん」。幼いころから優等生として知られ、現在も家業を継いで医者をしている。サディスティックな性癖の持ち主で、子供のころから睦月の拾ってきた犬や猫を痛めつけてきた他、弟を精神的・肉体的にも虐待し、睦月が匿った菜摘にまで手をかけようとする。彼が弟を虐待する理由は物語中暗示されるにとどまる。
藤森（父）
睦月の父。長男を溺愛する一方、次男には無関心な態度を取る。
藤森（母）
睦月の母。長男を溺愛する一方、次男を忌み嫌っている。
島崎（父）
菜摘の父。睦月の担任教師。29歳。高校3年生の時に妻と出会った。妻を亡くしてから感情を表に出さないようになる。
島崎（母）
菜摘の母。故人。高校3年生の時に夫と出会う。菜摘を産むが、5年前に他界する。
美咲
睦月のセックスフレンドの一人であり、同時に親代わりをしている女教師。独身29歳。姉御肌で困った人は放っておけない。睦月とは中学生のころからずっと付き合っており、携帯電話を買い与えたりもしている。ただし、どこか睦月との関係に冷淡な部分も持ち合わせている。
誠司
睦月の兄の親友。元精神科医。愛する「慶ちゃん」のために女装している。兄とともに睦月を追い詰めるが、長い付き合いから藤森兄弟の関係やトラウマをある程度把握しており、時々睦月に味方することもある。
大橋
睦月のクラスメイトの女子高生。島崎先生に一途な思いを寄せている。実は睦月の秘密を知る数少ない人物。
中沢
睦月と性交渉を持ったために妊娠してしまった女子高生。間接的に睦月の自殺未遂、そして菜摘との出会いのきっかけを作った。今でも睦月を恨んでいると思しき描写もある。

## 書誌情報
ソニー・マガジンズ版
2巻以降の発売なし。
1. 子供達をせめないで 1997年、ISBN 978-4789780414

幻冬舎コミックス版（バーズコミックス・スペシャル）
全2巻
1. 子供達をせめないで 2004年、ISBN 978-4344801394
2. 子供達をせめないで 2004年、ISBN 978-4344801332

幻冬舎コミックス漫画文庫
全1巻
- 子供達をせめないで 2010年、ISBN 978-4344818750